# Église Saint-Laurent de Fleurance
L'église Saint-Laurent de Fleurance est une église catholique située à Fleurance, en France.

## Localisation
L'église est située dans le département du Gers en région Occitanie, sur la commune de Fleurance.

## Historique
L'édifice est classé au titre des monuments historiques en 1907.

## Architecture

### Extérieur

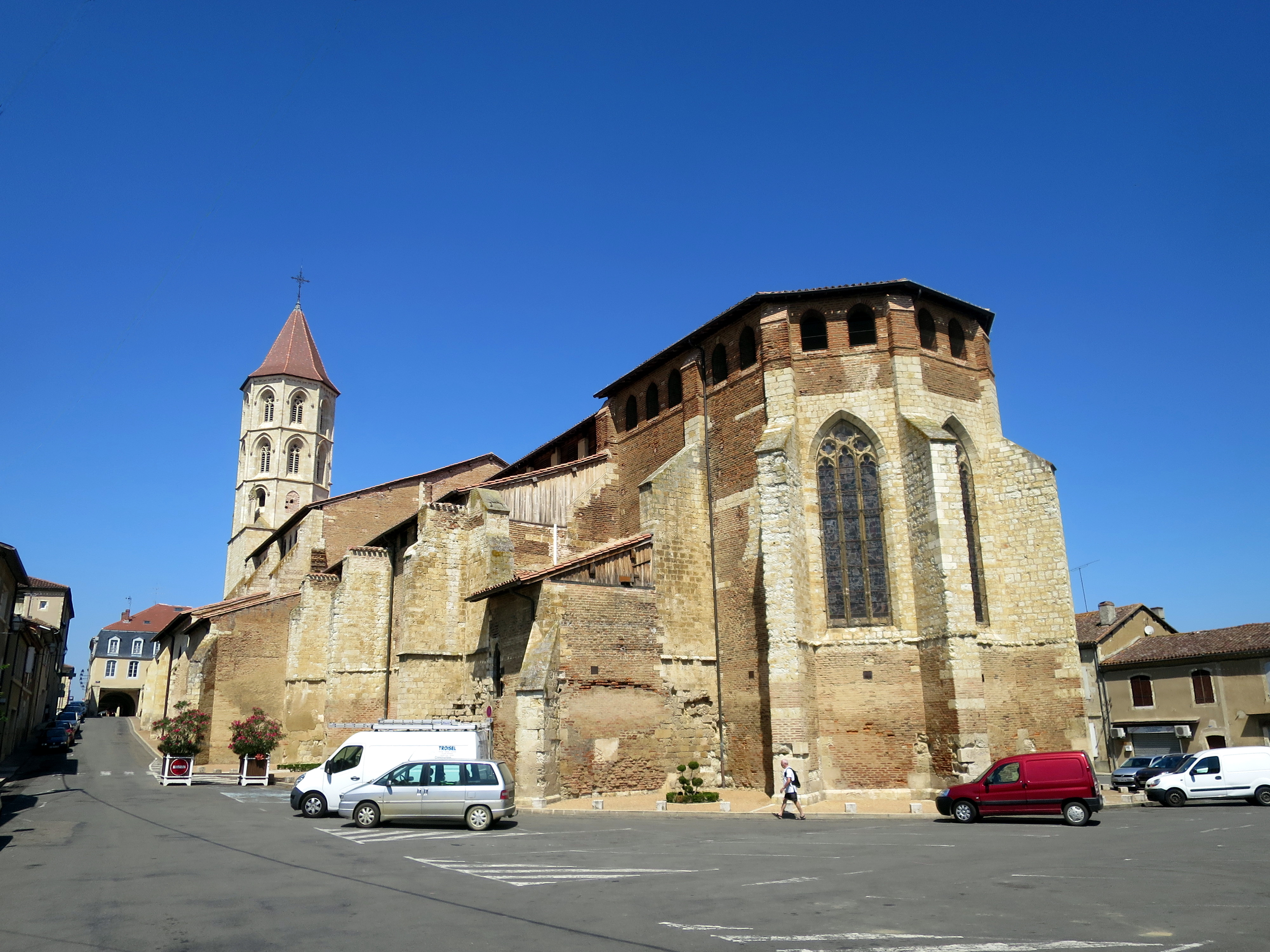
L'édifice vu du chevet.

C'est un imposant bâtiment aux proportions dignes d'une cathédrale : 70 m de long pour 35 m de large. C'est un bel exemple du style gothique méridional. L'église a été construite en trois phases du XIVe au XVIe siècle. Ces phases sont visibles à l'extérieur, au niveau des décrochements successifs des toitures de la nef central.
Les matériaux choisis pour sa construction : brique et pierre apportent une polychromie plein de charme.
La façade ouest est percée d'un portail voussuré et il est flanqué de six enfeus décorés. L'ensemble est dominé par un clocher carré à lanternon octogonal percé de baies à meneaux et sommé d'une flèche recouverte de tuiles plates à crochets de la fin du XIVe, début du XVe siècle.
L'influence toulousaine est très nette dans cette construction.

### Intérieur

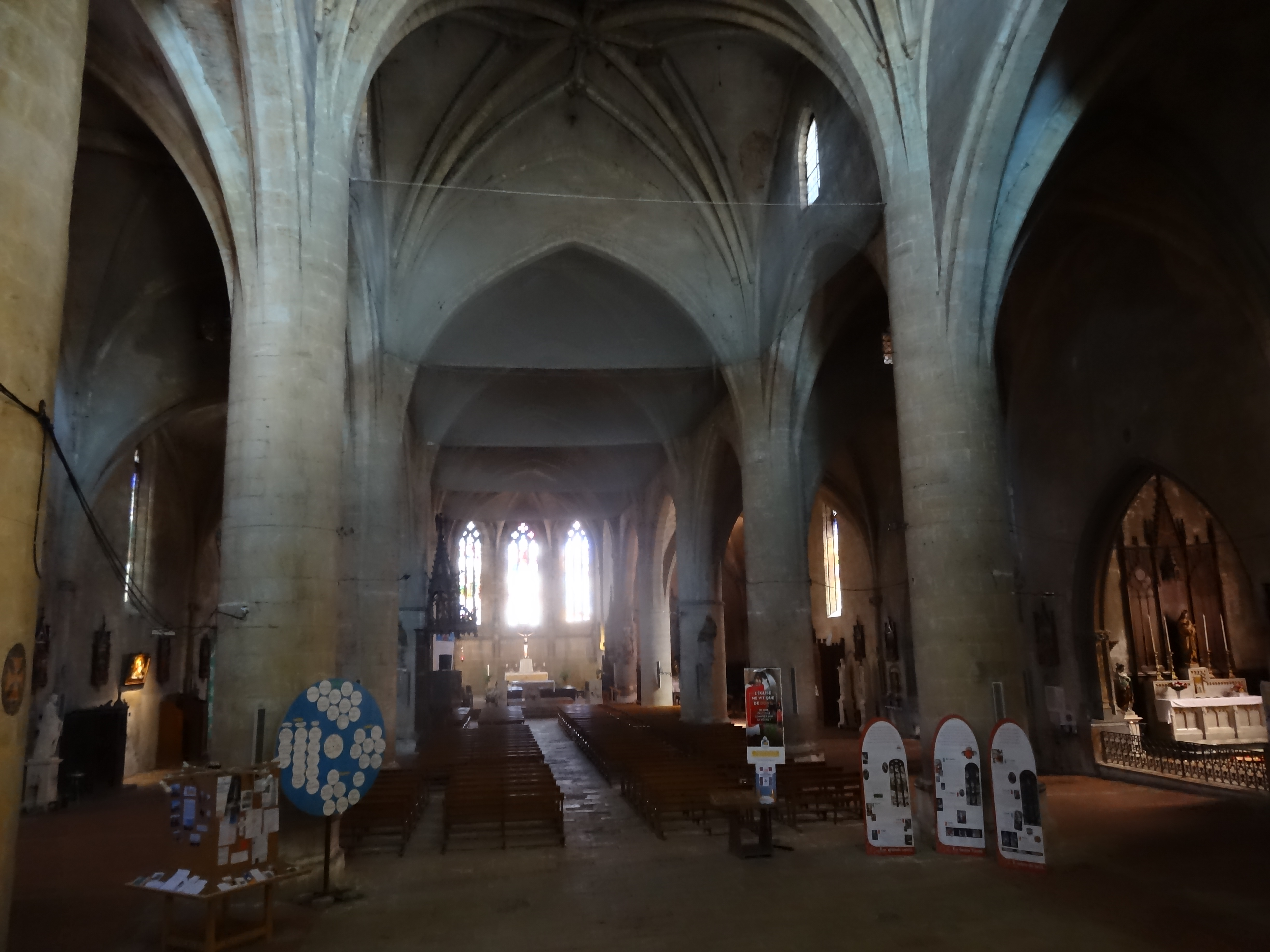
La nef et le chœur au deuxième plan.

L'église a un plan à trois nefs sans transept, typique du style méridional. Jusqu'au XVIIIe siècle, l'intérieur était en paliers successifs vers le chœur. Cette disposition unique est encore visible sur la base des piliers enterrés à l'est et exhumés à l'ouest.
Le chœur est du début du XIVe siècle. Il est de forme polygonale et percé de trois grandes baies de style rayonnant tardif de la fin du XIVe siècle. Les trois travées suivantes sont de la première moitié du XIVe siècle et les trois dernières, voûtées d'ogives en étoile sont de la fin du XIVe / début du XVe siècle.
La nef centrale est haute de 14 m au niveau du chœur et de 18 m au niveau du portail. La nef est étayée par des bas-côtés de hauteur inférieure et par une série de petits arcs boutants cachés dans les combles. Les difficultés de contrebutement ont limité les possibilités d'ouverture. Les chapelles ont été érigées aux XVe et XVIe siècles dans un style gothique flamboyant.
Les trois verrières du chœur sont dues à Arnaud de Moles, l'auteur des vitraux de la cathédrale d'Auch et partiellement de l'église de Mirande. Les vitraux portent sa signature mais la date inscrite de 1500 a été indiquée lors de leur restauration par E. Hirsch en 1877. Ils représentent au milieu la sainte Trinité et la Vierge, à droite l'arbre de Jessé.
Vierge à l'Enfant du XVe siècle
L'église Notre-Dame de Fleurance abrite une statue du XVe siècle en pierre polychrome dorée. Au cours des guerres de Religion et de la Révolution, la statue fut dite à l'origine de nombreux miracles.

#### L'orgue

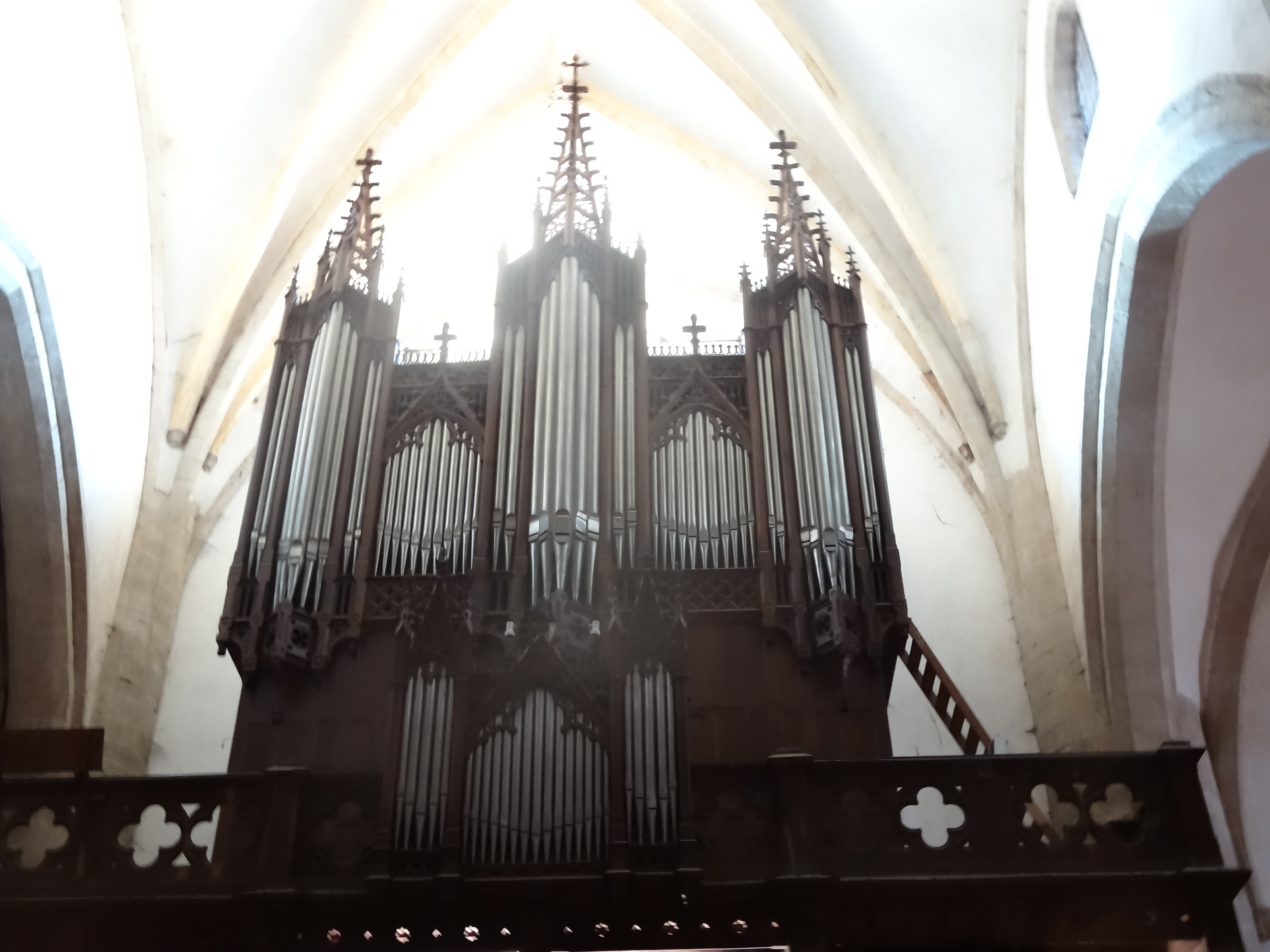
L'orgue.

L'église possède aussi de très belles orgues. Le Gers possède une trentaine d'orgues et un tiers de ce patrimoine remarquable est déjà classé. Comme aux XVIIe et XVIIIe siècles, au XIXe siècle les paroisses gersoises, même modestes, s'adressent à des facteurs de renom pour la construction des orgues. Celles de Fleurance, de 34 jeux, sont du facteur Jules Magen, élève de A. Cavaillé-Coll qui les conçut en 1865 dans une facture romantique alors que le buffet est de style néo-gothique. Jules Magen s'était établi à Agen et réalisa les orgues de l'église de Mirande qui sont l'exacte réplique de celles de Fleurance.
La partie instrumentale de l'orgue est classée au titre objet des monuments historiques depuis 1975,.

#### Mobilier
Plusieurs objets sont référencés dans la base Palissy (voir les notices liées).

#### Lesvitraux
Les vitraux datant du XVIe siècle sont classés au titre objet des monuments historiques depuis 1862.

Les vitraux Renaissance
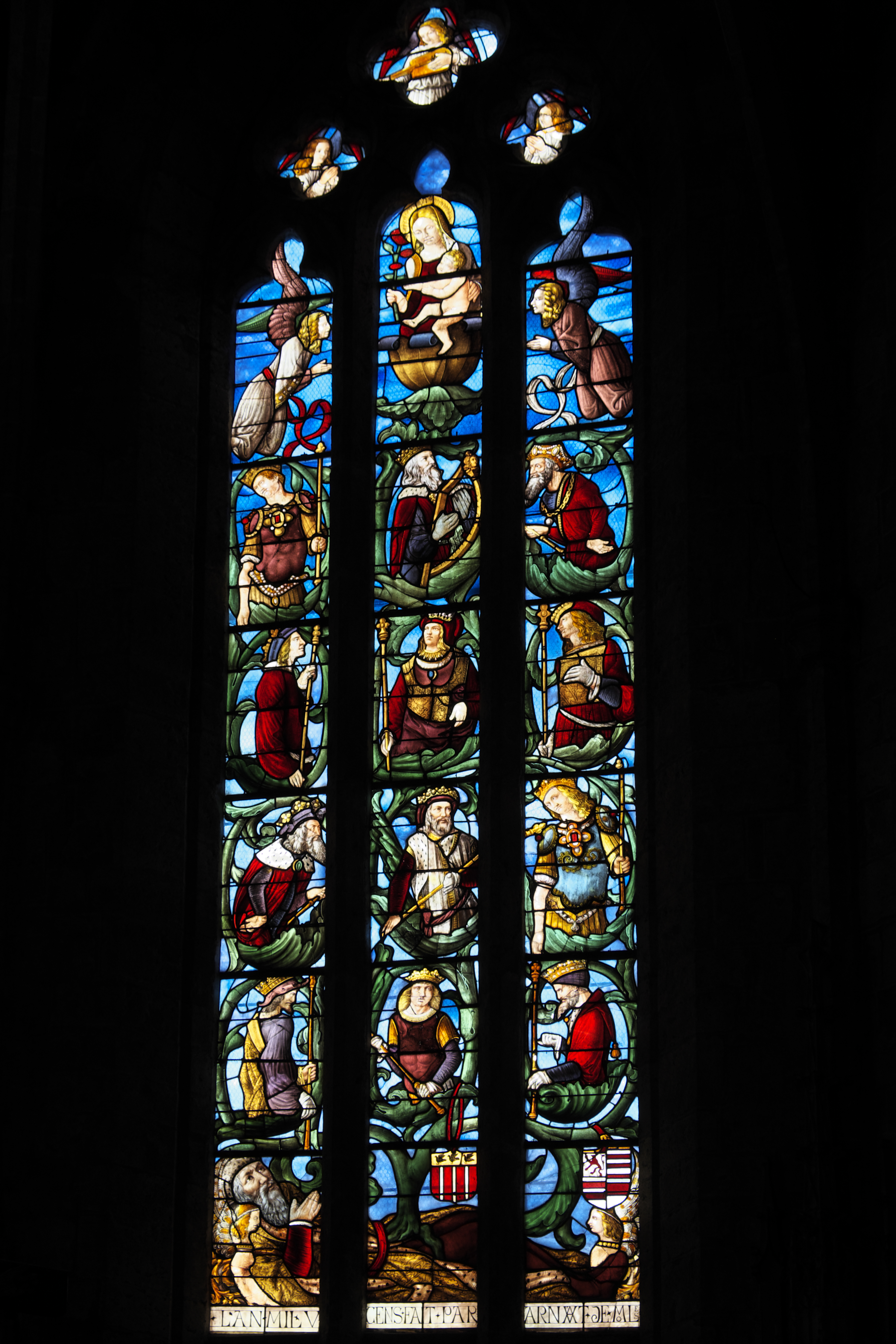
Baie.
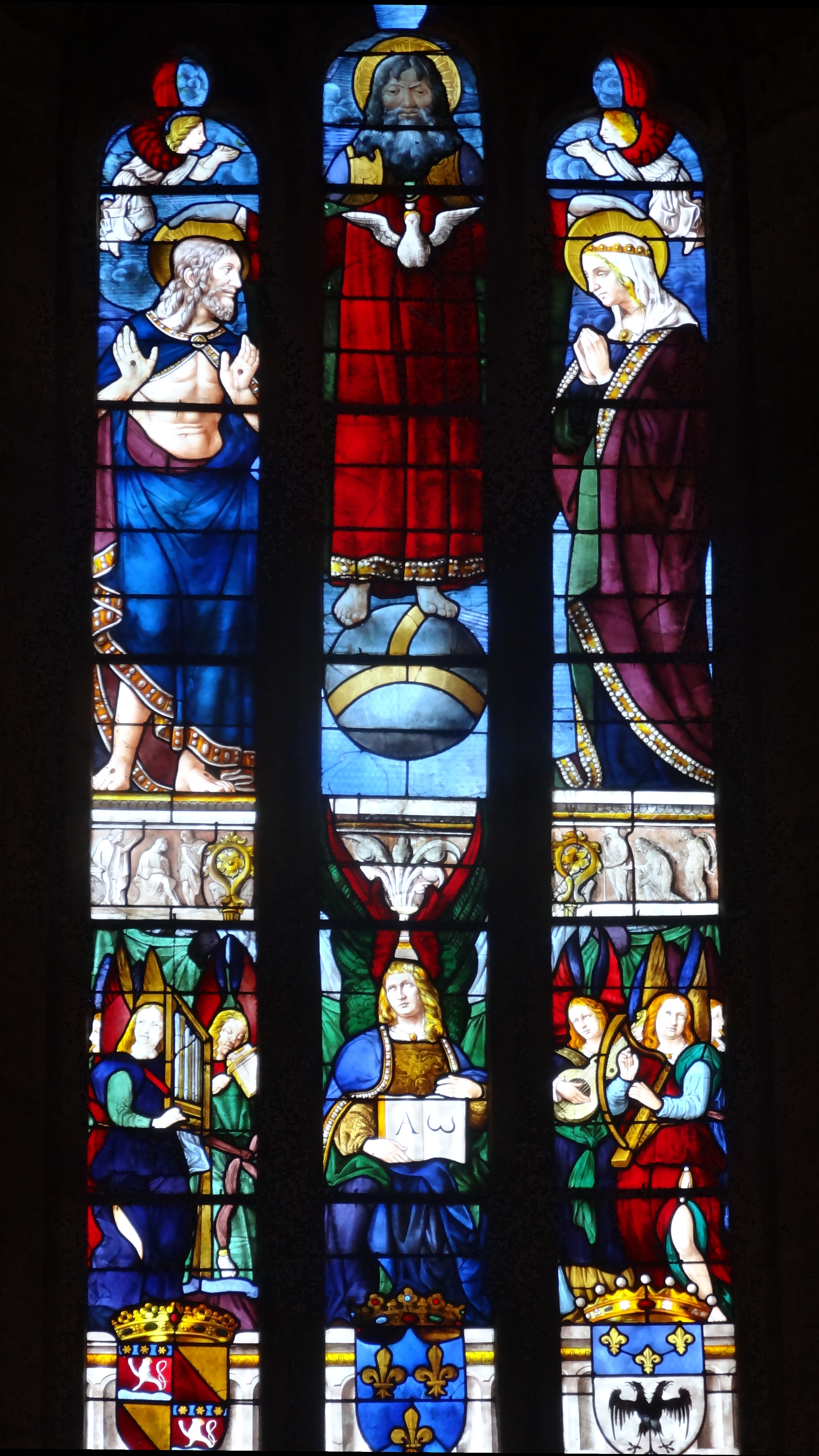
Vitrail.
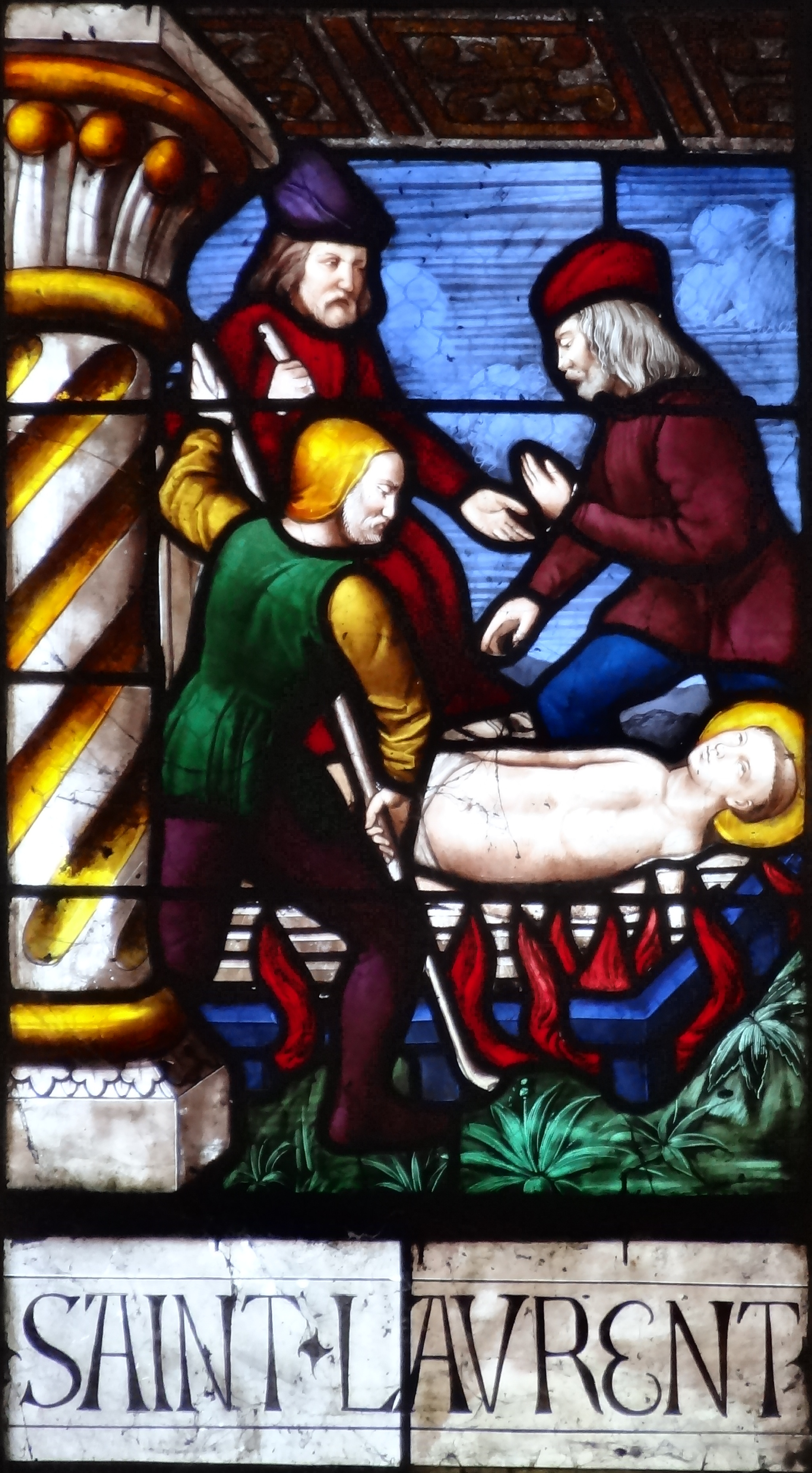
Scène de vitrail.
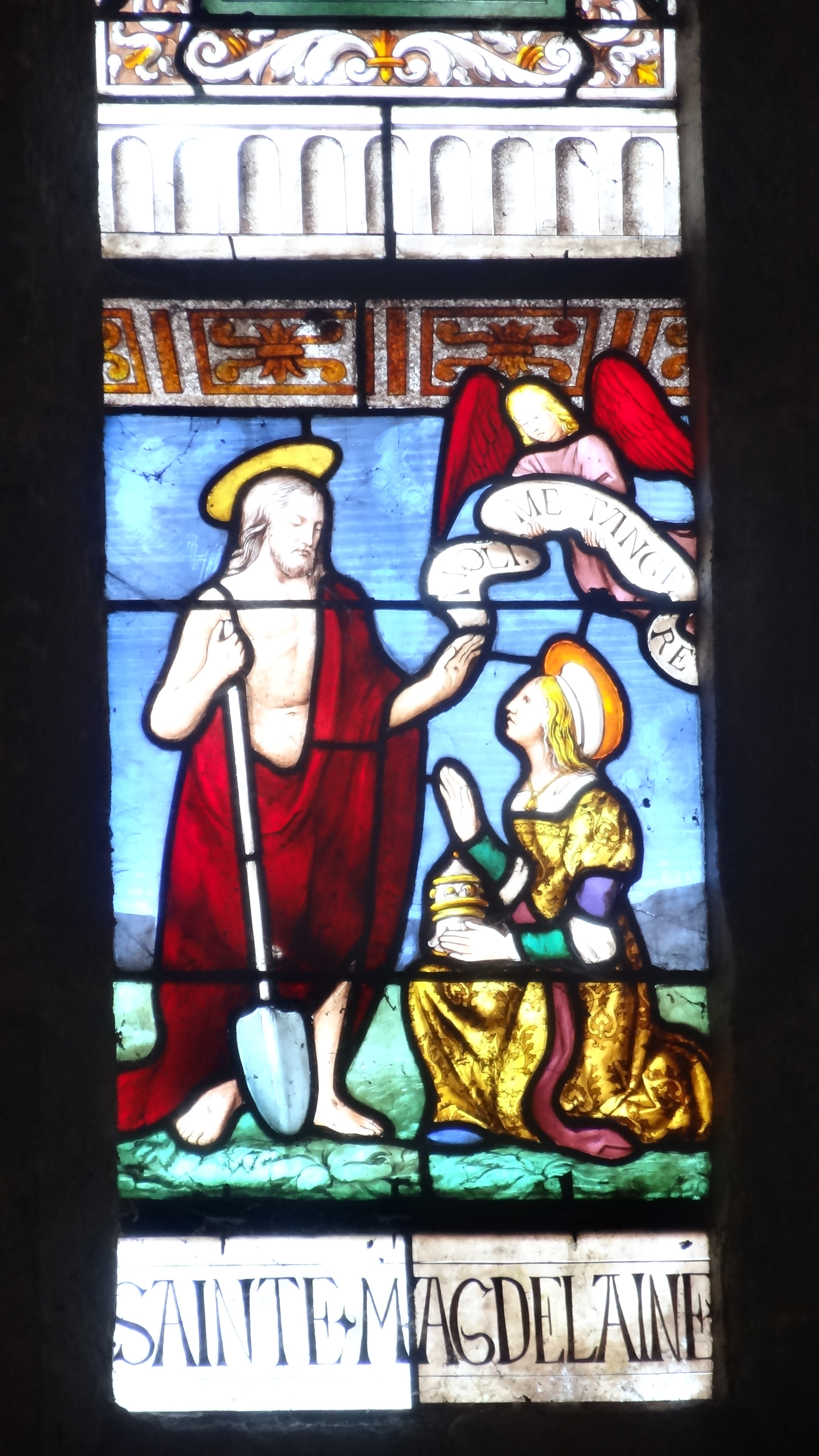
Autre scène de vitrail.
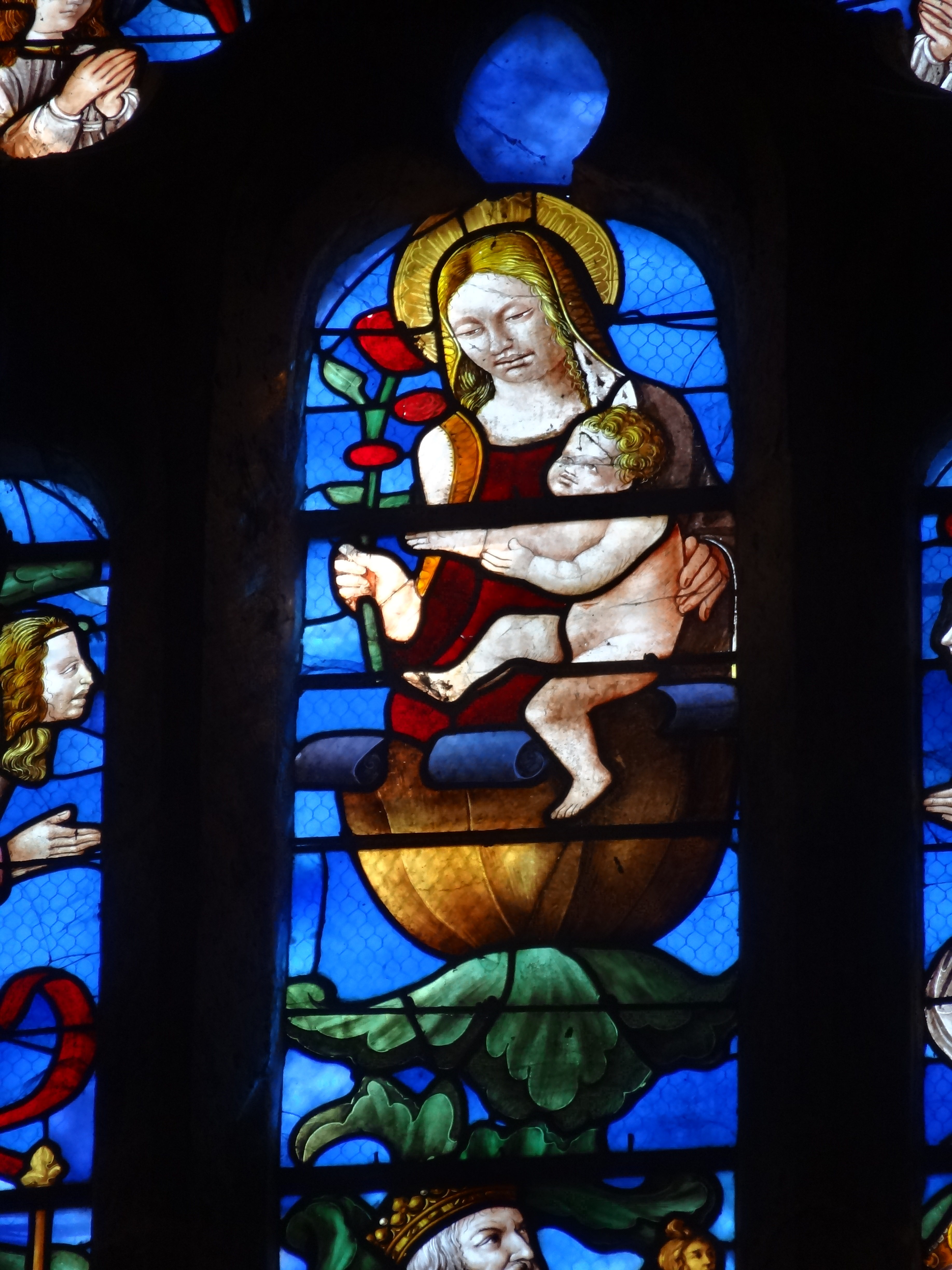
Vue rapprochée d'un autre vitrail.

## Galerie

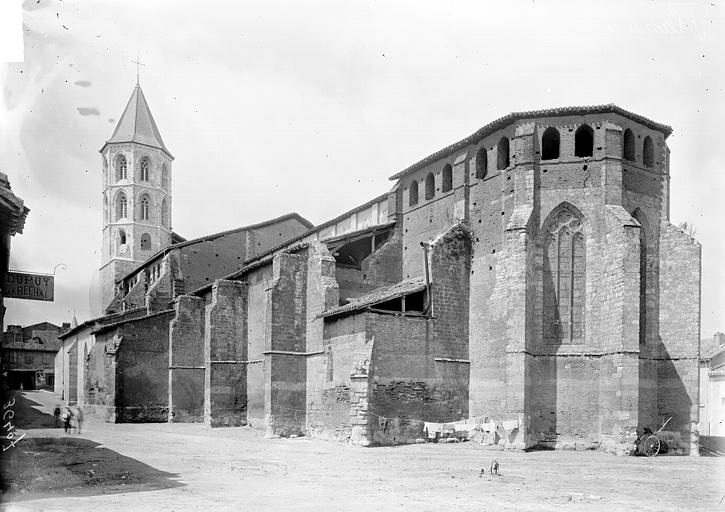
L'église photographiée par Camille Enlart (1862-1927).
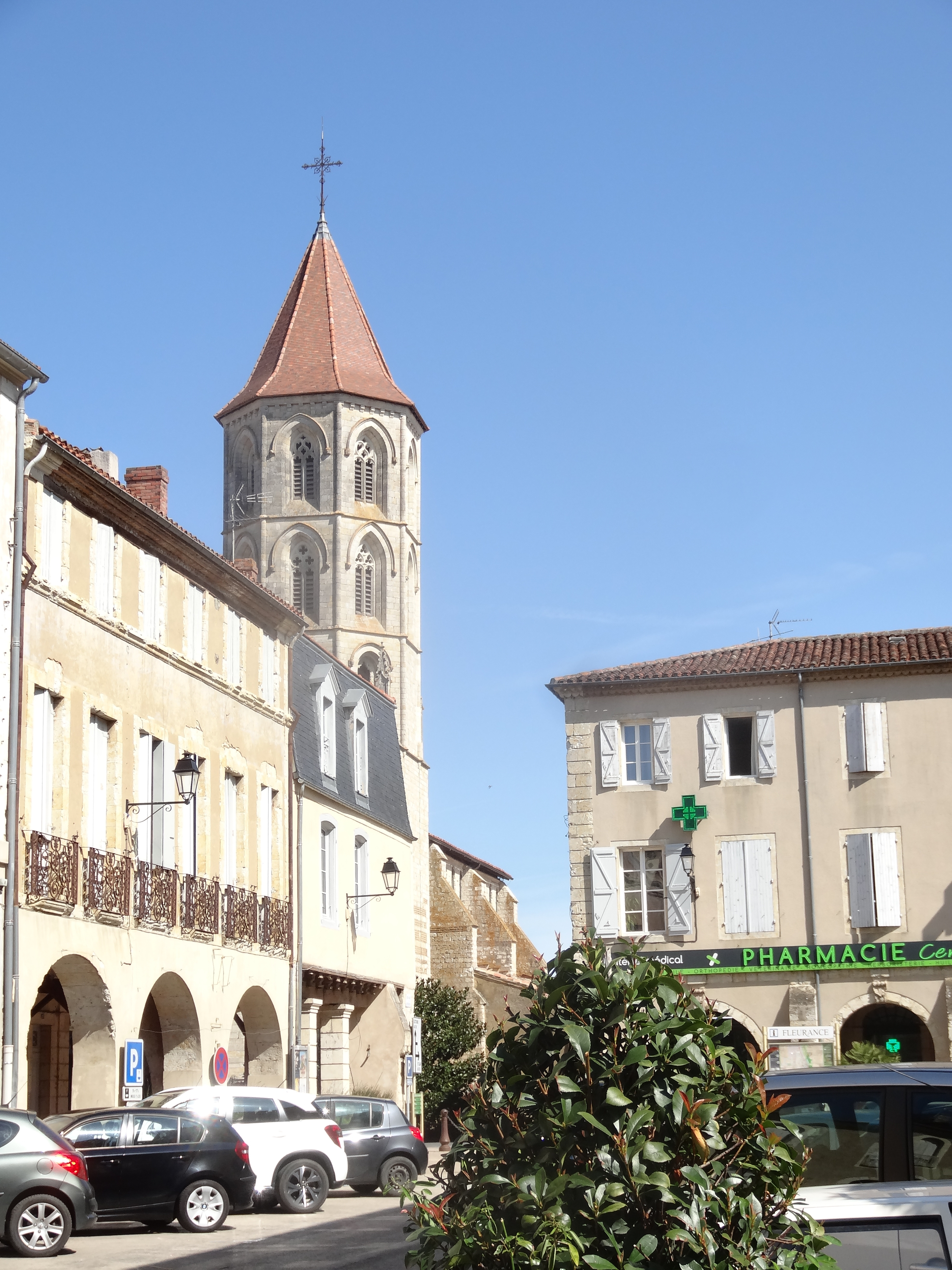
Le clocher vu depuis la place centrale de la halle-hôtel de ville.
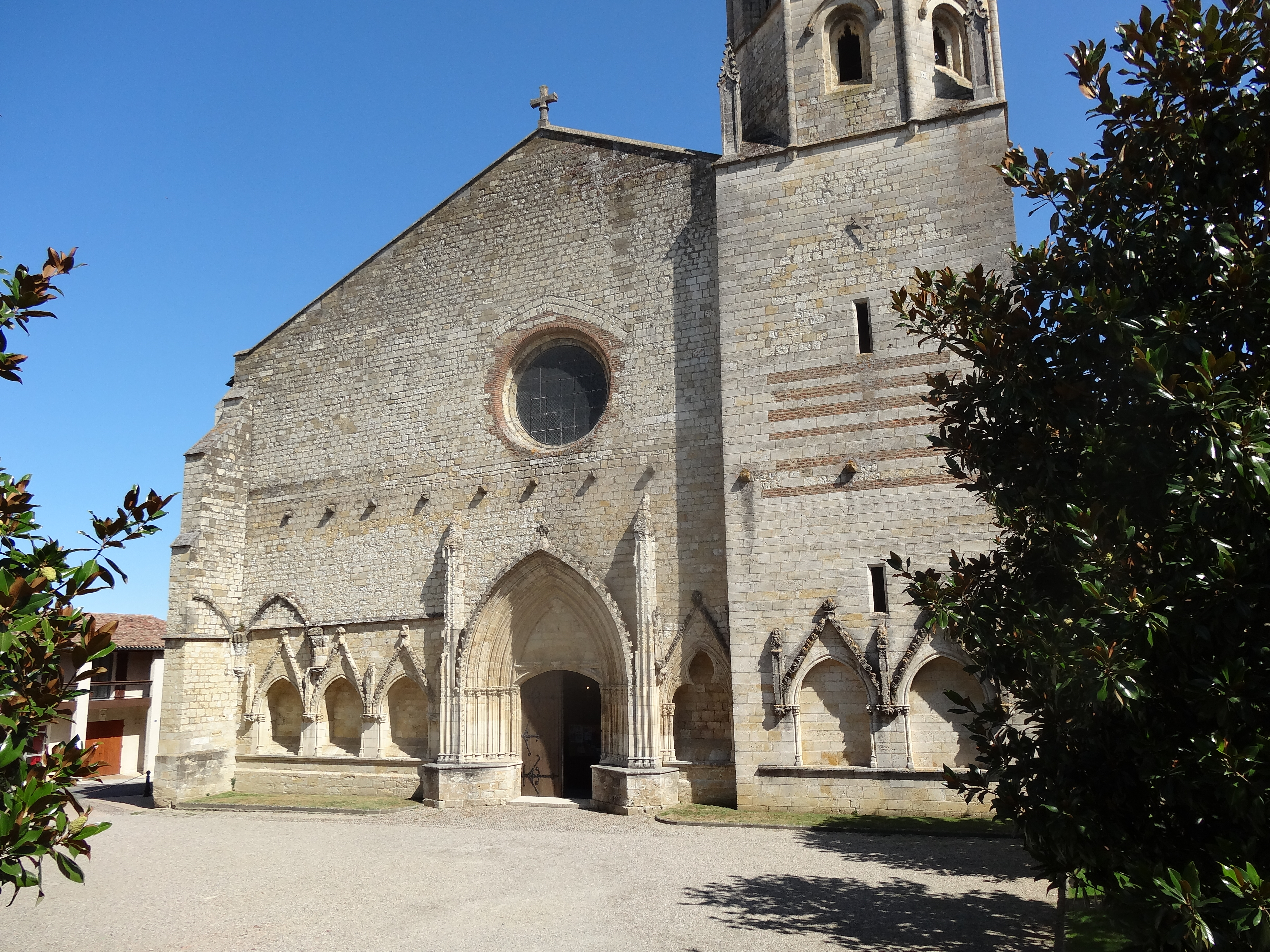
La façade.
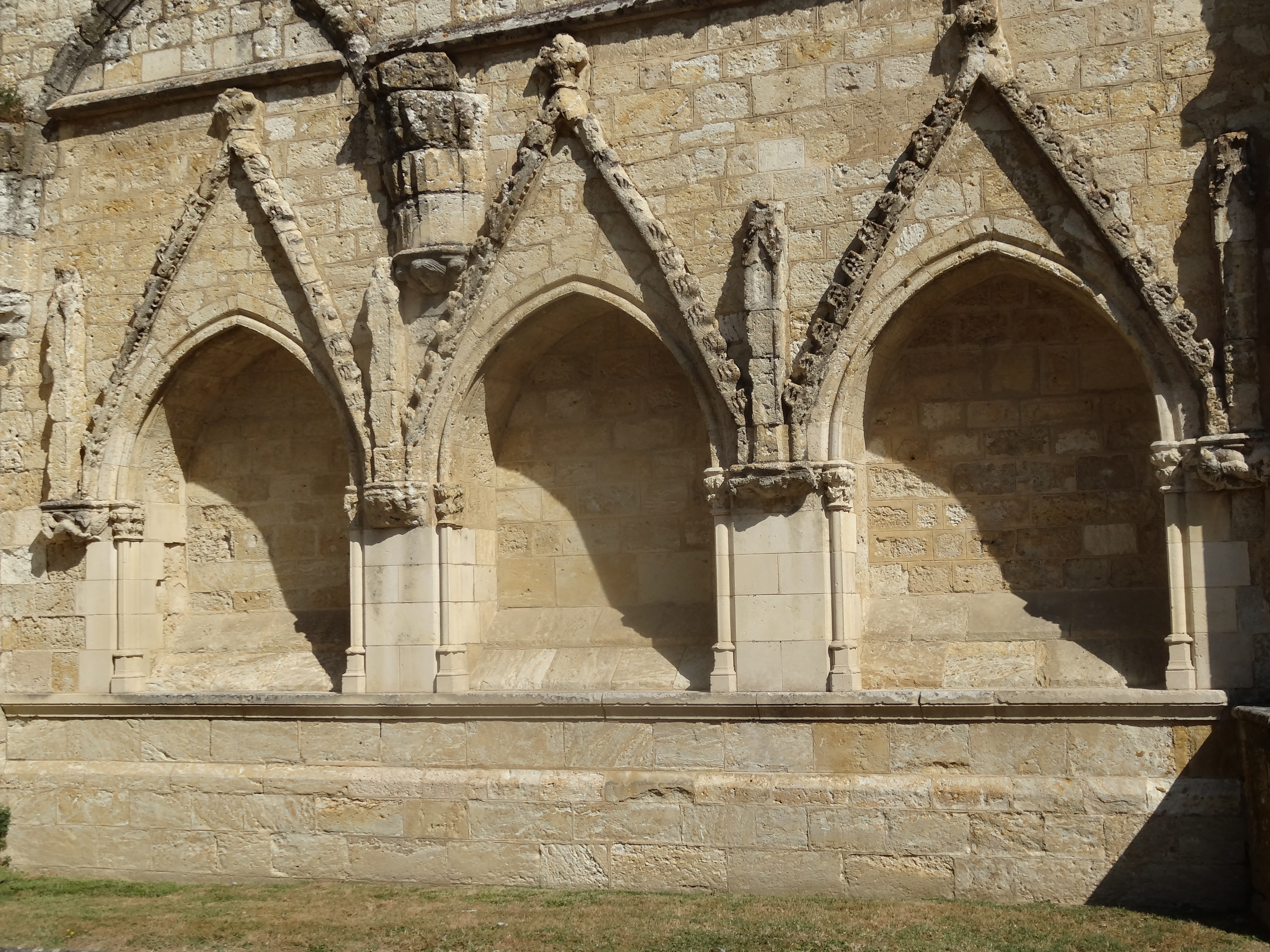
Vue rapprochée des arcades.
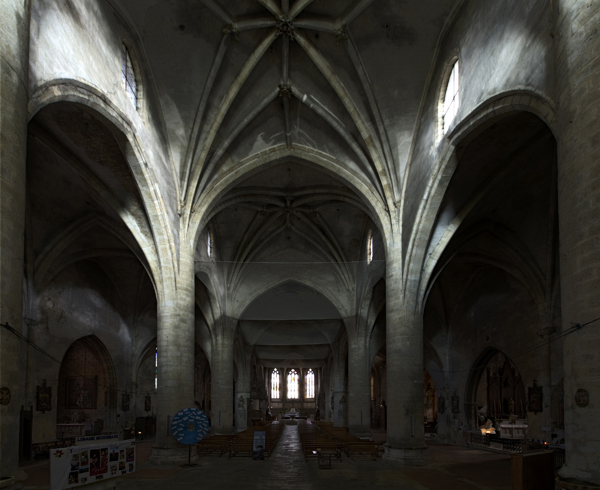
La nef.
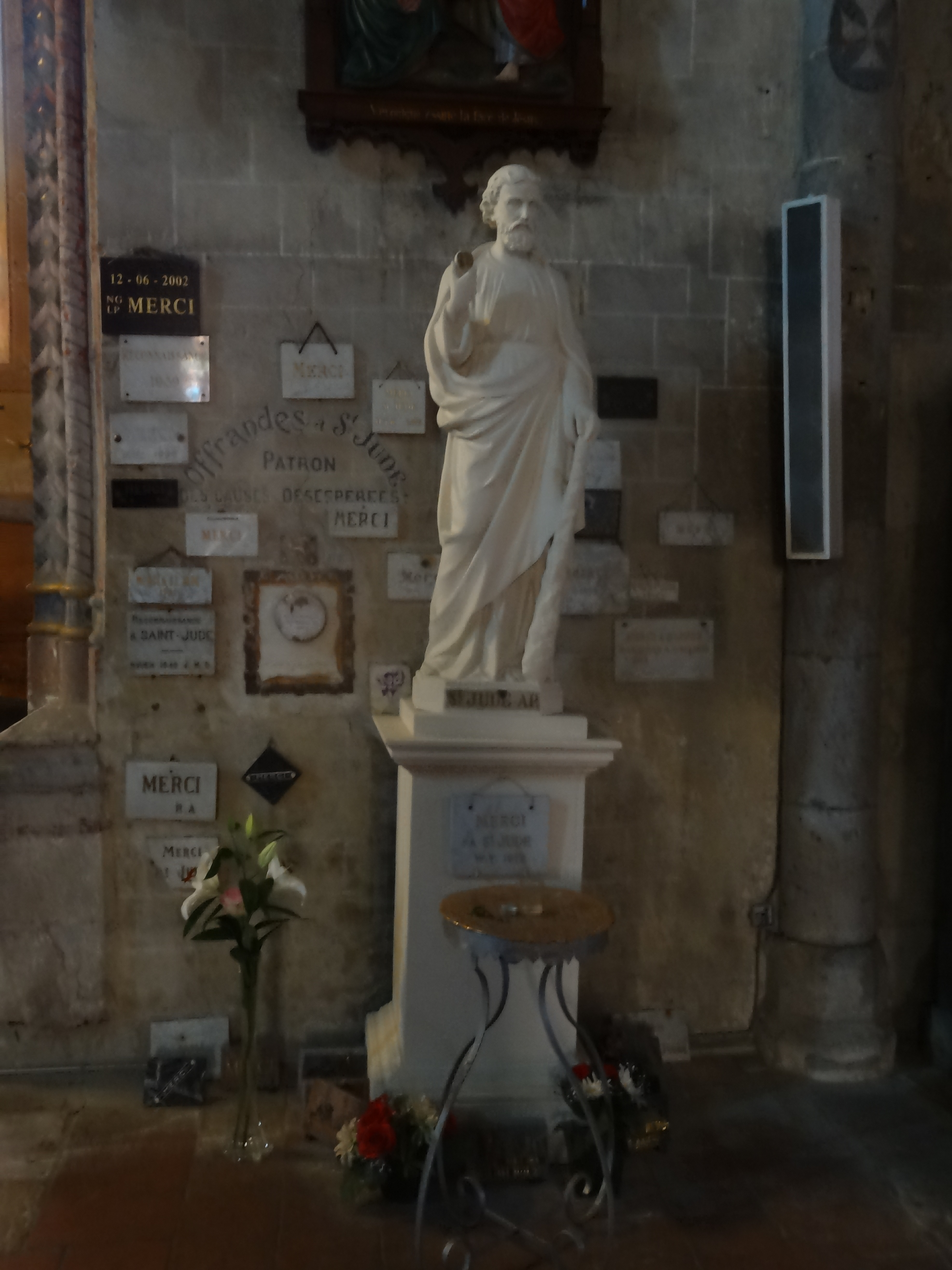
Statue de Saint Jude.
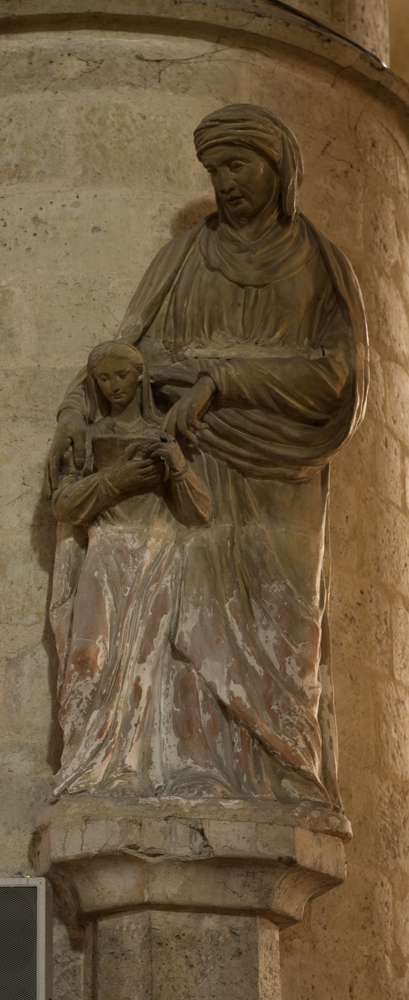
Sainte Anne et sa fille Marie lisant des psaumes.
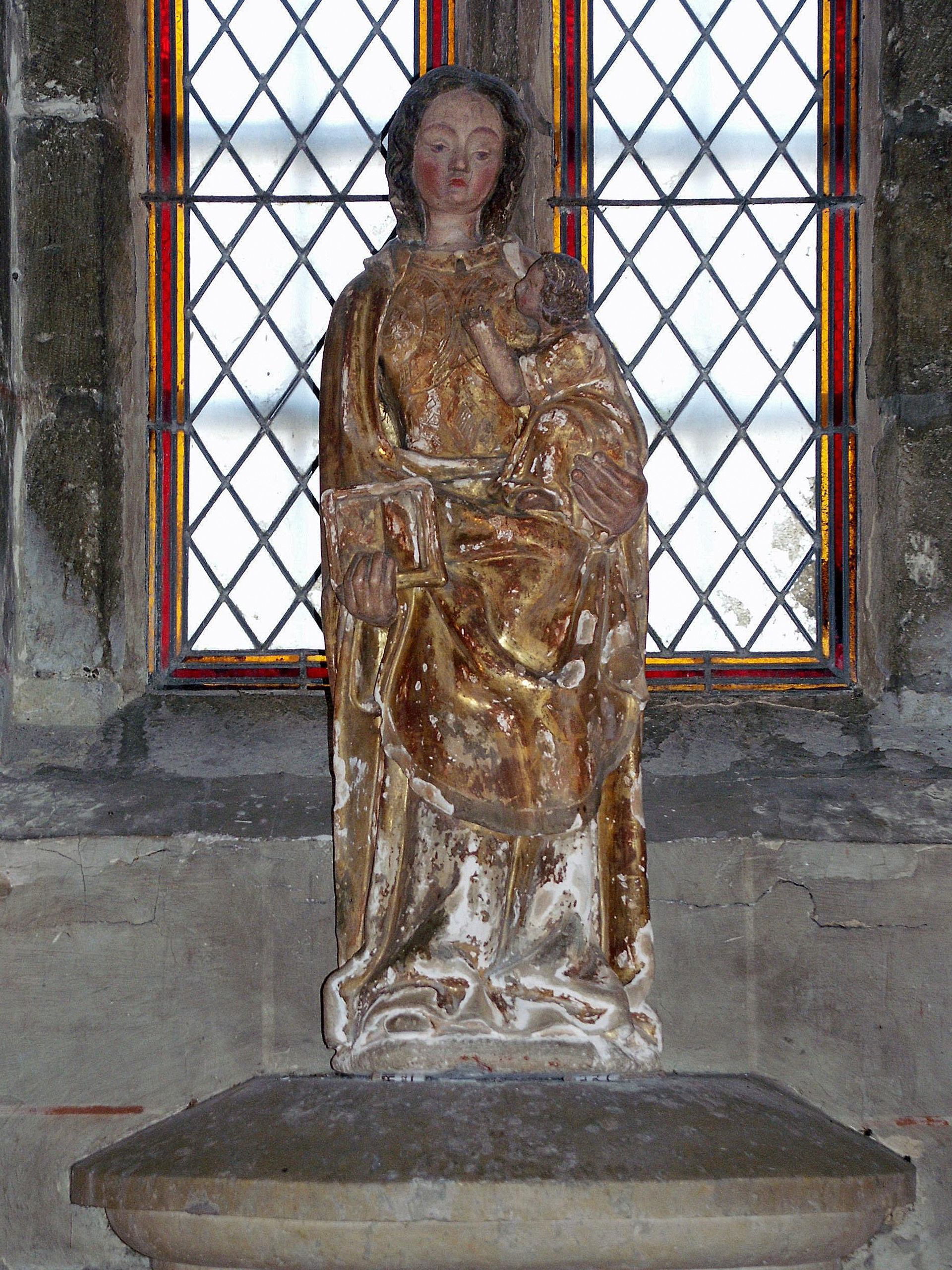
Statue de Vierge à l'Enfant[6].
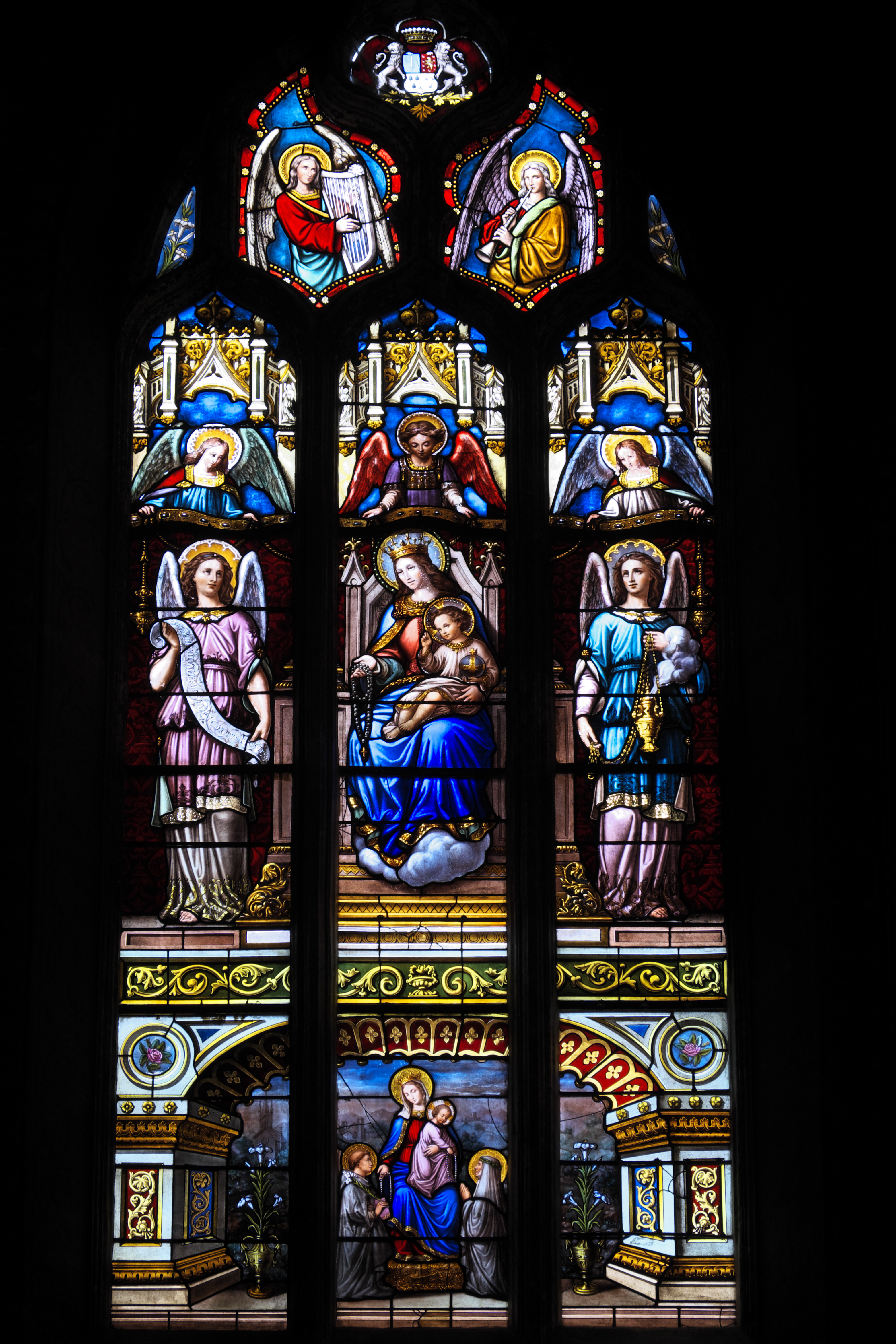
Vitrail.
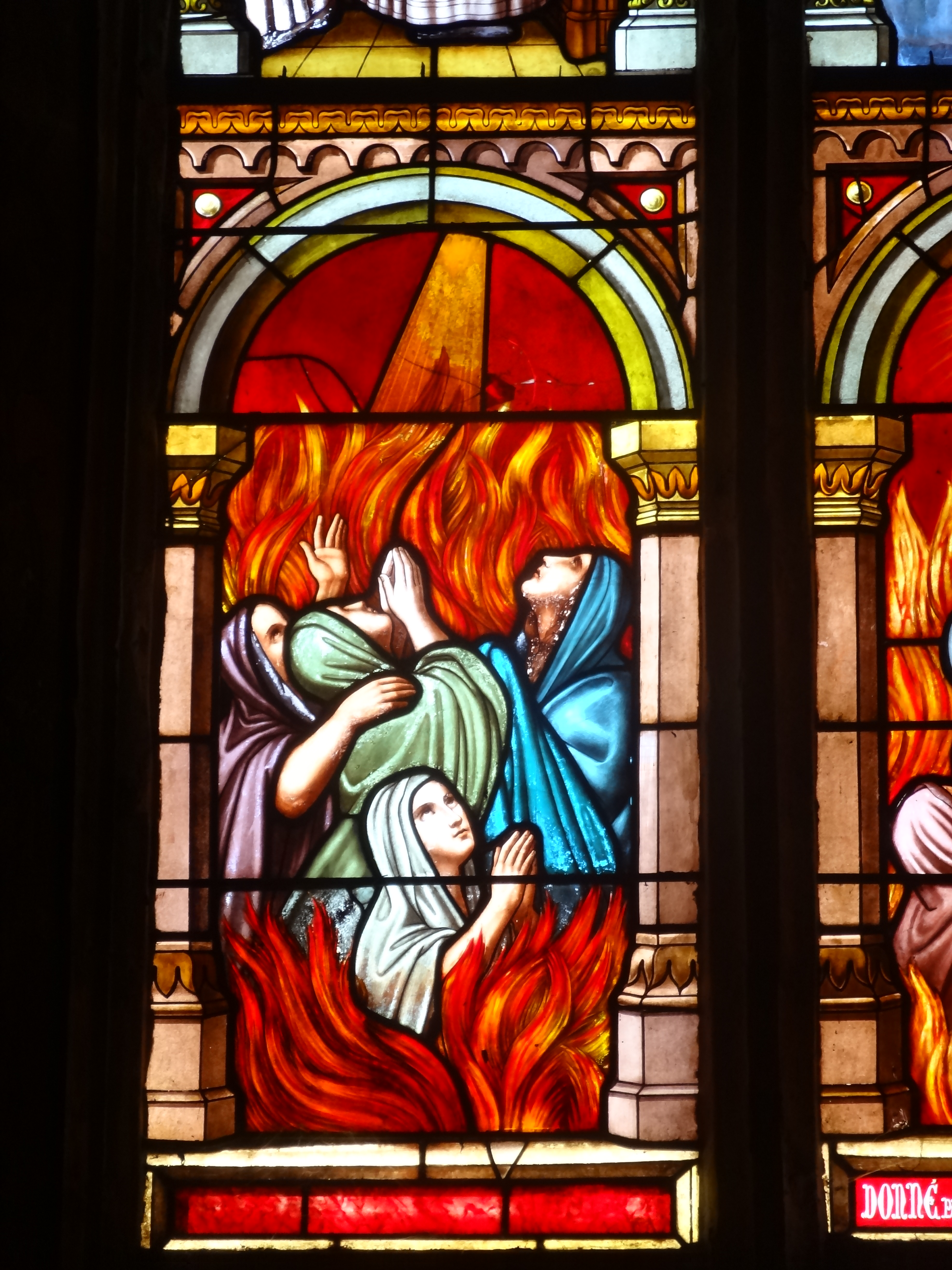
Scène de vitrail.
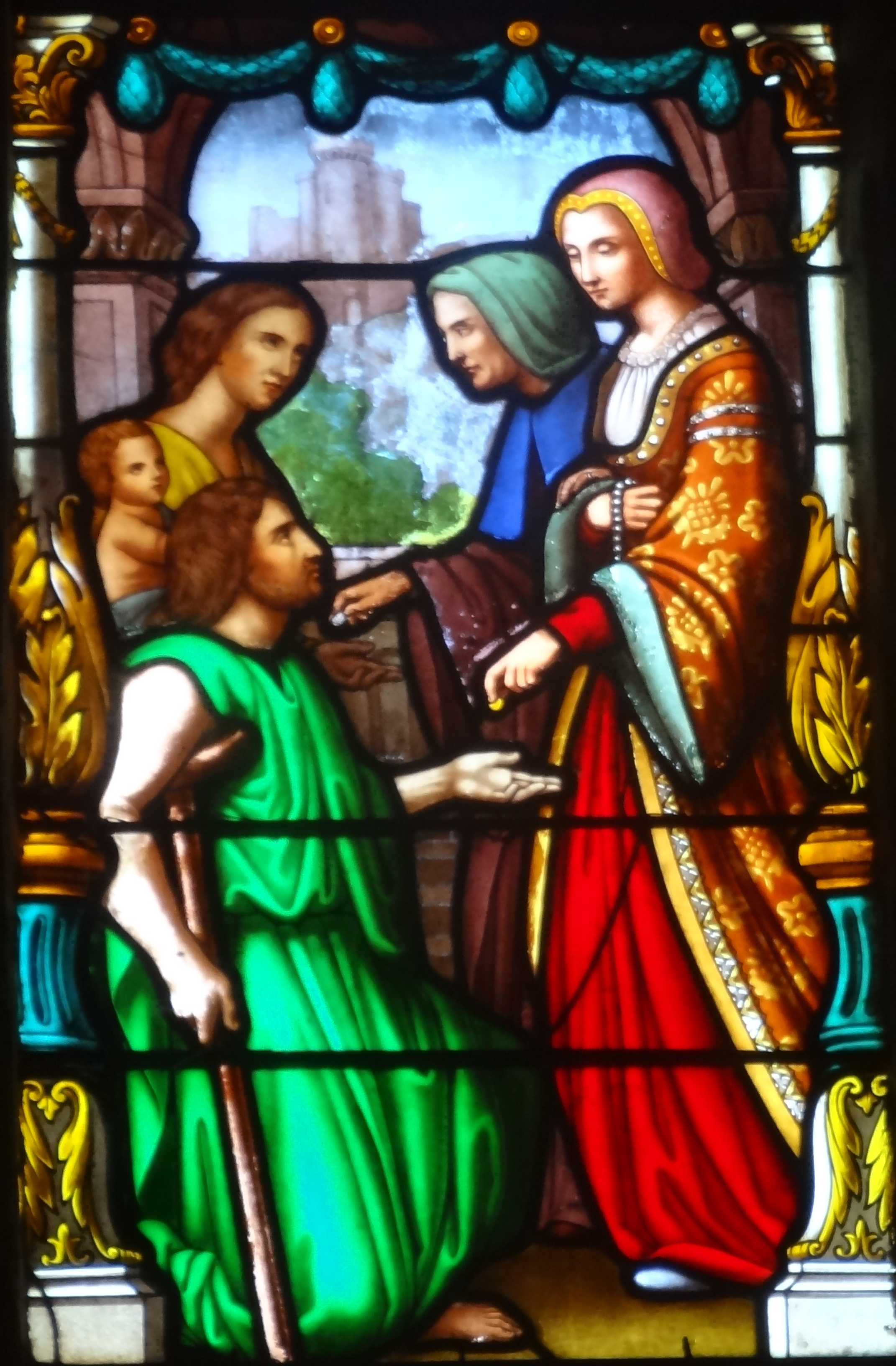
Scène de vitrail.